# 夏至草素
夏至草素是一种有机化合物，化学式C20H28O4。它存在于欧夏至草中，一公斤的欧夏至草粉可提取出6.6克的夏至草素。欧夏至草的苦味来自其中含有的夏至草素。它于1842年在欧夏至草中发现，2014年完成有手性的全合成。